# La Ginebrosa (Coma d'Orient)
La Ginebrosa és un paratge del terme municipal de Conca de Dalt, a l'antic terme d'Hortoneda de la Conca, al Pallars Jussà, en territori que havia estat de l'antiga caseria dels Masos de la Coma.
Està situat al sud de la Borda d'Isabel, dels Masos de la Coma, a la dreta de la llau de la Ginebrosa. És al sud-est del Roc de la Cova dels Llops i de la mateixa Cova dels Llops.